# Йон Сноррі Сігурйонссон
Йон Сноррі Сігурйонссон (20 червня 1973 — прибл. 5 лютого 2021) — ісландський високогірний альпініст. У травні 2017 року він став першим ісландцем, який піднявся на гору Лхоцзе у Гімалаях, висота якої 8516 метрів і є четвертою за висотою горою у світі. 28 липня того ж року він став першим ісландцем, який піднявся на вершину К2. 4 серпня 2017 року він успішно піднявся на Броуд-пік (8051 м).
5 лютого 2021 року Йон Сноррі разом з Алі Садпарою та Хуаном Пабло Мором пропали безвісти під час спроби досягти вершину К2, вирушивши з табору 3. 18 лютого влада Пакистану офіційно визнала трьох чоловіків мертвими, але заявила, що пошуки їхніх останків триватимуть. 26 липня 2021 року тіла трьох зниклих альпіністів були знайдені на схилах над табором 4.

## Раннє життя
Народився у сільській місцевості Ельфюс, Ісландія. З раннього віку захоплювався спортом, а пізніше реалізував свої фізичні та розумові здібності в альпінізмі.

## Зникнення
У листопаді 2020 року Йон Сноррі разом з Алі та Саджидом Садпарами домовились про спробу здолати вершину К2 взимку. 18 січня російсько-американський альпініст Алекс Гольдфарб пропав безвісти під час тренувального сходження на сусідній пік Пасторе. Йон відклав свої плани, щоб допомоги у пошуково-рятувальній операції, вона не мала успіху.
Після прибуття до К2 до групи приєднався чилійський альпініст Хуан Пабло Мор Прієто, і 4 лютого 2021 року група почала свій останній підйом на вершину. Саджиду довелося спуститися до табору 3 через технічну проблему з його кисневим пристроєм, залишивши інших у Боттлнек, неподалік вершини. Його батько, Сноррі та Мор продовжили сходження, але вони не повернулися вночі, як планувалося.
18 лютого влада Пакистану оголосила, що троє чоловіків офіційно вважаються мертвими, але пошуки їхніх останків триватимуть. Наприкінці червня 2021 року режисер Еліа Сайкали разом із Саджидом Садпарою та П. К. Шерпою почали на горі пошуки зниклих альпіністів. 26 липня 2021 року тіла трьох зниклих альпіністів знайшли на схилах над табором 4 командою шерпів Медісона, яка фіксувала мотузки над табором 4.

## Особисте життя
Йон Сноррі був одружений з Ліні Моєй Б'ярнадоттір. У нього було шестеро дітей.

## Альпіністський досвід
Його першим помітним успіхом стала найвища гора Альп Монблан (4808 метрів) у 2011 році. У наступні роки він підкорив одні з найскладніших вершин світу:
- Ама-Даблам (6812 метрів) у 2015 році[19]
- Гора Ельбрус (5642 метри) 2016 році[19]
- Лхоцзе (8516 метрів) у 2017 році (перший ісландець, який піднявся на вершину)[3]
- K2 (8611 метрів) у 2017 році (перший ісландець, який піднявся на вершину)[4]
- Броуд-пік (8047 метрів) у 2017 році[5]
- Матергорн (4478 метрів) у 2018 році[19]
- Брайтгорн (4164 метри) у 2018 році[19]
- Поллукс (4092 метри) у 2018 році[19]
- Манаслу (8156 метрів) у 2019 році[20]